# Campionato italiano football a 9 2012
La stagione 2012 del Campionato Italiano Football a 9 (CIF9) è il terzo disputato con questa denominazione.
Il campionato è formato da 38 squadre, divise in 9 gironi. Le qualificate ai playoff sono le prime 2 di ciascun girone e le 6 migliori terze.

## Squadre partecipanti
| Club                          | Città (prov.)                  | Stadio | Sponsor ufficiale | Risultato nella stagione 2011                   |
| ----------------------------- | ------------------------------ | ------ | ----------------- | ----------------------------------------------- |
| 65ers Arona                   | Arona (NO)                     |        |                   | Esordio nel 2012                                |
| 82'ers Napoli                 | Napoli                         |        |                   | 3º posto in regular season CIF9 (Girone D Sud)  |
| Achei Crotone                 | Crotone                        |        |                   | 4º posto in regular season CIF9 (Girone B Sud)  |
| Bills Cavallermaggiore        | Cavallermaggiore (CN)          |        |                   | Semifinali di conference                        |
| Black Hammers Ostia           | Ostia (RM)                     |        |                   | 3º posto in regular season CIF9 (Girone C Sud)  |
| Blitz Ciriè                   | Cirié (TO)                     |        |                   | 3º posto in regular season CIF9 (Girone A Nord) |
| Blue Storms Gorla Minore      | Gorla Minore (VA)              |        |                   | Semifinali di conference                        |
| Cardinals Palermo             | Palermo                        |        |                   | Finale di conference                            |
| Caribdes Messina              | Messina                        |        |                   | 3º posto in regular season CIF9 (Girone A Sud)  |
| Cavaliers Castelfranco Veneto | Castelfranco Veneto (TV)       |        |                   | 3º posto in regular season CIF9 (Girone D Nord) |
| Centurions Alessandria        | Alessandria                    |        |                   | 4º posto in regular season CIF9 (Girone A Nord) |
| Chiefs Ravenna                | Ravenna                        |        |                   | 4º posto in regular season CIF9 (Girone D Nord) |
| Commandos Brianza             | Castello di Brianza (LC)       |        |                   | Esordio nel 2012                                |
| Condor Grosseto               | Grosseto                       |        |                   | Inattivi                                        |
| Crabs Pescara                 | Pescara                        |        |                   | Quarti di conference                            |
| Demoni Martesana              | Cernusco sul Naviglio (MI)     |        |                   | Semifinali LENAF                                |
| Dragons Salento               | Surbo (LE)                     |        |                   | Quarti di conference                            |
| Eagles Salerno                | Salerno                        |        |                   | Semifinali di conference                        |
| Elephants Catania II          | Catania                        |        |                   | 4º posto in regular season CIF9 (Girone A Sud)  |
| Gladiatori Roma               | Roma                           |        |                   | Inattivi                                        |
| Goblins Lanciano              | Lanciano (CH)                  |        |                   | 4º posto in regular season CIF9 (Girone D Sud)  |
| Green Hawks Barletta          | Barletta (BT)                  |        |                   | Esordio nel 2012                                |
| Hammers Lario                 | Cantù (CO)                     |        |                   | 4º posto in regular season CIF9 (Girone C Nord) |
| Hurricanes Vicenza            | Vicenza                        |        |                   | 5º posto in regular season CIF9 (Girone D Nord) |
| Jokers Pesaro                 | Pesaro                         |        |                   | Esordio nel 2012                                |
| Knights Persiceto             | San Giovanni in Persiceto (BO) |        |                   | 3º posto in regular season CIF9 (Girone B Nord) |
| Marines Lazio II              | Ostia (RM)                     |        |                   | 4º posto in regular season CIF9 (Girone C Sud)  |
| Mastiffs Ivrea                | Ivrea (TO)                     |        |                   | Finalisti Silver League FIF                     |
| Neptunes CUS Bologna          | Bologna                        |        |                   | Quarti di conference                            |
| Patriots Bari                 | Bari                           |        |                   | Semifinali di conference                        |
| Pirates Savona                | Savona                         |        |                   | Quarti di conference                            |
| Predatori Golfo del Tigullio  | Chiavari (GE)                  |        |                   | 6º posto in regular season LENAF (Girone Ovest) |
| Redskins Verona               | Verona                         |        |                   | Wild Card LENAF                                 |
| Sauk Wolves Cosenza           | Cosenza                        |        |                   | Esordio nel 2012                                |
| Skorpions Varese              | Varese                         |        |                   | Vincitori Silver League FIF                     |
| Steelers Terni                | Terni                          |        |                   | Esordio nel 2012                                |
| Storms CUS Pisa               | Pisa                           |        |                   | 4º posto in regular season CIF9 (Girone B Nord) |
| Wolfpack La Spezia            | La Spezia                      |        |                   | Quarti di conference                            |

## Regular season

### Calendario
Dati aggiornati al 18 marzo 2012.

#### 1ª giornata
| Messina 18 febbraio 2012, ore 14:00 CEST | Caribdes Messina | 0 – 33 (0-19 0-0 0-0 0-14) referto | Cardinals Palermo | C.S. UNIME, via A. Giuffrè (200 spett.)\| Arbitro: \| Costarella \| |
| Arbitro:                                 | Costarella       |                                    |                   |                                                                     |

| La Spezia 18 febbraio 2012, ore 21:00 CEST | Wolfpack La Spezia | 12 – 0 (0-0 0-0 0-0 12-0) referto | Storms CUS Pisa | C.S. Comunale D. Pieroni, via della Pieve 41 (200 spett.)\| Arbitro: \| Americi \| |
| Arbitro:                                   | Americi            |                                   |                 |                                                                                    |

| Cernusco sul Naviglio 19 febbraio 2012, ore 14:00 CEST | Demoni Martesana | 0 – 41 (0-20 0-7 0-7 0-7) referto | Cavaliers Castelfranco Veneto | C.S. Comunale G. Scirea (60 spett.)\| Arbitro: \| Sala \| |
| Arbitro:                                               | Sala             |                                   |                               |                                                           |

| San Giovanni Lupatoto 19 febbraio 2012, ore 14:00 CEST | Redskins Verona | 6 – 14 (6-8 0-6 0-0 0-0) referto | Hurricanes Vicenza | C.S. Nino Mozzo (100 spett.) |

| Crotone 19 febbraio 2012, ore 15:00 CEST | Achei Crotone | 36 – 32 (14-14 8-6 7-0 7-12) referto | Dragons Salento | C.S. settore B, via G. da Fiore (150 spett.) |

#### 2ª giornata
| Legino 25 febbraio 2012, ore 21:00 CEST | Pirates Savona | 15 – 0 (7-0 0-0 8-0 0-0) referto | Mastiffs Ivrea | C.S. Comunale Ruffinengo |

| Cernusco sul Naviglio 26 febbraio 2012, ore 14:00 CEST | Demoni Martesana | 6 – 44 (0-16 6-6 0-14 0-8) referto | Hurricanes Vicenza | C.S. G. Scirea (50 spett.)\| Arbitro: \| Sala \| |
| Arbitro:                                               | Sala             |                                    |                    |                                                  |

| San Giovanni Lupatoto 26 febbraio 2012, ore 14:00 CEST | Redskins Verona | 26 – 23 (0-7 6-9 6-7 14-0) referto | Cavaliers Castelfranco Veneto | C.S. Nino Mozzo (200 spett.)\| Arbitro: \| Valentino \| |
| Arbitro:                                               | Valentino       |                                    |                               |                                                         |

| Salerno 26 febbraio 2012, ore 14:30 CEST | Eagles Salerno | 22 – 8 (0-0 8-0 8-8 6-0) referto | 82'ers Napoli | Stadio Donato Vestuti, p.za Casalbore (100 spett.)\| Arbitro: \| Santo \| |
| Arbitro:                                 | Santo          |                                  |               |                                                                           |

| Vedano Olona 26 febbraio 2012, ore 15:00 CEST | Skorpions Varese | 8 – 0 (0-0 0-0 0-0 8-0) [http://www.fidaf.org/Public/statistiche/F12/F1201473.htm referto] | Hammers Lario | C.S. Comunale, via Volta |

| Bari 26 febbraio 2012, ore 15:30 CEST | Patriots Bari | 0 – 8 d.g.s (0-0 20-0 0-0 0-0) referto | Achei Crotone | C.S. Mirko Variato, Via G. Rocca |

#### 3ª giornata
| Catania 3 marzo 2012, ore 13:00 CEST | Elephants Catania II | 36 – 42 (d.t.s.) (8-6 8-16 0-8 14-0 6-12OT) referto | Caribdes Messina | CUS Catania, via Santa Sofia (250 spett.) |

| Ostia 3 marzo 2012, ore 17:00 CEST | Marines Lazio II | 0 – 26 (0-6 0-12 0-0 0-8) referto | Gladiatori Roma | Stadio Giannatasio, via Mar Arabico (150 spett.) |

| Monteroni di Lecce 3 marzo 2012, ore 21:00 CEST | Dragons Salento | 40 – 13 (13-7 7-0 13-0 7-6) referto | Green Hawks Barletta | C.S. Comunale, via del Campo Sportivo (200 spett.) |

| Legino 3 marzo 2012, ore 21:00 CEST | Pirates Savona | 31 – 16 (6-0 13-8 0-0 12-8) referto | Blitz Ciriè | C.S. Comunale Ruffinengo (200 spett.) |

| Chiavari 3 marzo 2012, ore 21:00 CEST | Predatori Golfo del Tigullio | 14 – 13 (7-0 7-7 0-0 0-6) referto | Wolfpack La Spezia | C.S. Daneri, via Parma |

| Terni 3 marzo 2012, ore 21:00 CEST | Steelers Terni | 18 – 12 (6-6 6-0 6-0 0-6) referto | Black Hammers Ostia | C.S. parrocchiale Sant'Antonio, viale E. Proietti Divi (150 spett.)\| Arbitro: \| Muolo \| |
| Arbitro:                           | Muolo          |                                   |                     |                                                                                            |

| Treglio 4 marzo 2012, ore 13:30 CEST | Goblins Lanciano | 29 – 32 (6-7 7-13 8-12 8-0) referto | 82'ers Napoli | C.S. Massimo Gargarella (100 spett.)\| Arbitro: \| Calandrelli \| |
| Arbitro:                             | Calandrelli      |                                     |               |                                                                   |

| Molteno 4 marzo 2012, ore 14:00 CEST | Commandos Brianza | 46 – 12 (6-0 24-6 8-0 8-6) referto | 65ers Arona | C.S. Comunale, via A. Consolini |

| Pavone Canavese 4 marzo 2012, ore 14:00 CEST | Mastiffs Ivrea | 0 – 43 (0-20 0-0 0-15 0-8) referto | Bills Cavallermaggiore | C.S. Comunale, via Circonvallazione (100 spett.) |

| Bologna 4 marzo 2012, ore 14:00 CEST | Neptunes CUS Bologna | 48 – 0 (14-0 7-0 14-0 13-0) referto | Jokers Pesaro | C.S. Dozza, via Romita 2 (70 spett.) |

| Palermo 4 marzo 2012, ore 15:30 CEST | Cardinals Palermo | 78 – 0 (27-0 29-0 6-0 16-0) referto | Sauk Wolves Cosenza | Diamante Fondo Patti, via dell'Olimpo 474 (100 spett.)\| Arbitro: \| Cuppari \| |
| Arbitro:                             | Cuppari           |                                     |                     |                                                                                 |

| Pisa 4 marzo 2012, ore 17:00 CEST | Storms CUS Pisa | 13 – 17 (0-3 6-6 0-8 7-0) referto | Condor Grosseto | C.S. CUS Pisa, via F. Chiarugi 5 (300 spett.)\| Arbitro: \| Americi \| |
| Arbitro:                          | Americi         |                                   |                 |                                                                        |

#### 4ª giornata
| Grosseto 10 marzo 2012, ore 21:00 CEST | Condor Grosseto | 28 – 14 (0-7 0-7 6-0 22-0) referto | Wolfpack La Spezia | C.S. Bruno Passalacqua, via Australia 15 |

| Arona 11 marzo 2012, ore 14:00 CEST | 65ers Arona | 0 – 54 (0-20 0-20 0-7 0-7) referto | Blue Storms Gorla Minore | C.S. Comunale, via Montenero (200 spett.)\| Arbitro: \| Gallupi D. \| |
| Arbitro:                            | Gallupi D.  |                                    |                          |                                                                       |

| Cavallermaggiore 11 marzo 2012, ore 14:30 CEST | Bills Cavallermaggiore | 68 – 0 (8-0 36-0 8-0 16-0) referto | Centurions Alessandria | C.S. Comunale, via Fiume (250 spett.) |

| Roma 11 marzo 2012, ore 15:00 CEST | Gladiatori Roma | 0 – 12 (0-6 0-6 0-0 0-0) referto | Steelers Terni | C.S. Fulvio Bernardini, via dell'Acqua Marcia 51 |

| Pisa 11 marzo 2012, ore 15:00 CEST | Storms CUS Pisa | 28 – 13 (7-7 7-6 14-0 0-0) referto | Predatori Golfo del Tigullio | C.S. CUS Pisa, via Federico Chiarugi 5 (140 spett.)\| Arbitro: \| Americi \| |
| Arbitro:                           | Americi         |                                    |                              |                                                                              |

| Bregnano 11 marzo 2012, ore 15:00 CEST | Hammers Lario | 28 – 22 (8-8 0-8 8-6 12-0) referto | Commandos Brianza | C.S. Comunale, via A. Grandi (200 spett.) |

| Bari 11 marzo 2012, ore 15:30 CEST | Patriots Bari | 26 – 6 (6-0 8-6 0-0 12-0) referto | Dragons Salento | C.S. Mirko Variato, via Giustina Rocca (100 spett.)\| Arbitro: \| Di Bari \| |
| Arbitro:                           | Di Bari       |                                   |                 |                                                                              |

| Ostia 11 marzo 2012, ore 20:30 CEST | Black Hammers Ostia | 38 – 8 (6-0 8-0 16-0 8-8) referto | Marines Lazio II | Stadio P. Giannattasio, via Mar Arabico (100 spett.) |

#### 5ª giornata
| Pescara 17 marzo 2012, ore 19:00 CEST | Crabs Pescara | 57 – 10 (21-3 24-7 14-0 0-0) referto | 82'ers Napoli | C.S. ex Gesuiti, via Maestri del Lavoro (200 spett.) |

| Bregnano 17 marzo 2012, ore 21:00 CEST | Hammers Lario | 28 – 20 (6-0 0-0 7-6 15-14) referto | 65ers Arona | C.S. Comunale, via A. Grandi (150 spett.) |

| Pavone Canavese 18 marzo 2012, ore 14:00 CEST | Mastiffs Ivrea | 10 – 16 (7-0 0-8 0-0 3-8) referto | Centurions Alessandria | C.S. Comunale, via Circonvallazione (50 spett.)\| Arbitro: \| Picchio \| |
| Arbitro:                                      | Picchio        |                                   |                        |                                                                          |

| Pesaro 18 marzo 2012, ore 14:30 CEST | Jokers Pesaro | 0 – 34 (0-0 0-0 0-0 0-0) referto | Chiefs Ravenna | Campo Scuola, via Respighi |

| Vedano Olona 18 marzo 2012, ore 15:00 CEST | Skorpions Varese | 6 – 0 (d.t.s.) (0-0 0-0 0-0 0-0 0-6OT) referto | Blue Storms Gorla Minore | C.S. Comunale, via Volta (150 spett.) |

| Treglio 18 marzo 2012, ore 15:00 CEST | Goblins Lanciano | 8 – 44 (0-14 0-8 8-6 0-16) referto | Eagles Salerno | C.S. Massimo Gargarella (100 spett.)\| Arbitro: \| Palumbo \| |
| Arbitro:                              | Palumbo          |                                    |                |                                                               |

| Ostia 18 marzo 2012, ore 17:00 CEST | Black Hammers Ostia | 18 – 11 (0-0 10-7 0-4 8-0) referto | Gladiatori Roma | Stadio Giannattasio, via Mar Arabico (150 spett.)\| Arbitro: \| Muolo \| |
| Arbitro:                            | Muolo               |                                    |                 |                                                                          |

| Barletta 18 marzo 2012, ore 17:30 CEST | Green Hawks Barletta | 7 – 28 (7-8 0-14 0-0 0-6) referto | Patriots Bari | C.S. Lello Simeone, via Libertà (300 spett.)\| Arbitro: \| Artili \| |
| Arbitro:                               | Artili               |                                   |               |                                                                      |

#### 6ª giornata
| Palermo 24 marzo 2012, ore 15:00 CEST | Cardinals Palermo | 69 – 0 (14-0 28-0 13-0 14-0) referto | Elephants Catania II | Diamante Fondo Patti, via dell'Olimpo 474 (100 spett.)\| Arbitro: \| Cuppari M. \| |
| Arbitro:                              | Cuppari M.        |                                      |                      |                                                                                    |

| Marina di Ravenna 24 marzo 2012, ore 20:00 CEST | Chiefs Ravenna | 6 – 34 (0-7 0-0 0-6 6-21) referto | Neptunes CUS Bologna | C.S. Comunale (400 spett.)\| Arbitro: \| Sabbatinelli \| |
| Arbitro:                                        | Sabbatinelli   |                                   |                      |                                                          |

| Grosseto 24 marzo 2012, ore 21:00 CEST | Condor Grosseto | 36 – 43 (7-7 6-14 15-14 8-8) referto | Predatori Golfo del Tigullio | C.S. Bruno Passalacqua, via Australia 15 (100 spett.) |

| Monteroni di Lecce 24 marzo 2012, ore 21:00 CEST | Dragons Salento | 24 – 30 (0-0 12-22 6-8 6-0) referto | Patriots Bari | C.S. Comunale, via del Campo Sportivo |

| Napoli 25 marzo 2012, ore 13:30 CEST | 82'ers Napoli | 7 – 8 (0-0 0-0 0-0 0-0) referto | Crabs Pescara | Stadio Arturo Collana, via Giuseppe Ribera |

| San Giovanni in Persiceto 25 marzo 2012, ore 14:00 CEST | Knights Persiceto | 8 – 0 d.g.s. (0-0 0-0 0-0 0-0) referto | Jokers Pesaro | C.S. Comunale, via Bologna 96 |

| Cernusco sul Naviglio 25 marzo 2012, ore 14:00 CEST | Demoni Martesana | 6 – 44 (0-14 0-10 0-8 0-12) referto | Redskins Verona | C.S. G. Scirea (40 spett.) |

| Salerno 25 marzo 2012, ore 15:00 CEST | Eagles Salerno | 52 – 0 (22-0 22-0 0-0 8-0) referto | Goblins Lanciano | Stadio Donato Vestuti, p.zza Casalbore (100 spett.)\| Arbitro: \| Sombati \| |
| Arbitro:                              | Sombati        |                                    |                  |                                                                              |

| Rende 25 marzo 2012, ore 15:00 CEST | Sauk Wolves Cosenza | 6 – 63 (0-24 0-21 0-18 6-0) referto | Caribdes Messina | CUS Cosenza, via Pietro Bucci (80 spett.)\| Arbitro: \| G. Milicia \| |
| Arbitro:                            | G. Milicia          |                                     |                  |                                                                       |

| Creazzo 25 marzo 2012, ore 15:00 CEST | Hurricanes Vicenza | 8 – 14 (0-7 0-0 0-7 8-0) referto | Cavaliers Castelfranco Veneto | C.S. Comunale, v.le Torino (400 spett.) |

| San Michele di Alessandria 25 marzo 2012, ore 15:00 CEST | Centurions Alessandria | 22 – 33 (6-0 8-8 8-19 0-6) referto | Blitz Ciriè | C.S. Comunale, via Vescovana 10 (100 spett.)\| Arbitro: \| Tansini \| |
| Arbitro:                                                 | Tansini                |                                    |             |                                                                       |

| Barletta 25 marzo 2012, ore 15:30 CEST | Green Hawks Barletta | 6 – 44 (0-0 0-0 0-0 0-0) referto | Achei Crotone | C.S. Lello Simeone, via Libertà |

#### 7ª giornata
| Arona 31 marzo 2012, ore 17:00 CEST | 65ers Arona | 0 – 46 (0-16 0-16 0-6 0-8) referto | Skorpions Varese | C.S. Comunale, via Montenero |

| Terni 31 marzo 2012, ore 21:00 CEST | Steelers Terni | 12 – 14 (0-0 0-0 0-0 0-0) referto | Gladiatori Roma | C.S. parrocchiale Sant'Antonio, viale E. Proietti Divi |

| Chiavari 31 marzo 2012, ore 21:00 CEST | Predatori Golfo del Tigullio | 35 – 32 (7-0 7-20 7-0 14-6) referto | Condor Grosseto | C.S. Daneri, via Parma (200 spett.)\| Arbitro: \| La Rocca R. \| |
| Arbitro:                               | La Rocca R.                  |                                     |                 |                                                                  |

| Castel Frentano 1º aprile 2012, ore 14:15 CEST | Goblins Lanciano | 6 – 51 (6-12 0-10 0-22 0-7) referto | Crabs Pescara | C.S. Comunale, via Olimpia (100 spett.)\| Arbitro: \| Palumbo \| |
| Arbitro:                                       | Palumbo          |                                     |               |                                                                  |

| Alessandria 1º aprile 2012, ore 15:00 CEST | Centurions Alessandria | 12 – 0 (0-0 6-0 6-0 0-0) referto | Pirates Savona | C.S. Comunale, via Vescovana 16 (100 spett.)\| Arbitro: \| Garlaschi \| |
| Arbitro:                                   | Garlaschi              |                                  |                |                                                                         |

| Cirié 1º aprile 2012, ore 15:00 CEST | Blitz Ciriè | 0 – 40 (0-0 0-0 0-0 0-0) referto | Bills Cavallermaggiore | C.S. Comunale, via Biaune |

| Pisa 1º aprile 2012, ore 15:00 CEST | Storms CUS Pisa | 26 – 14 (0-0 14-0 12-6 0-8) referto | Wolfpack La Spezia | C.S. CUS Pisa, via F. Chiarugi 5 (170 spett.)\| Arbitro: \| Americi \| |
| Arbitro:                            | Americi         |                                     |                    |                                                                        |

| Castellanza 1º aprile 2012, ore 15:30 CEST | Blue Storms Gorla Minore | 33 – 0 (7-0 6-0 13-0 7-0) referto | Commandos Brianza | C.S. Comunale, via Bellini 11 (200 spett.)\| Arbitro: \| Tansani \| |
| Arbitro:                                   | Tansani                  |                                   |                   |                                                                     |

| Ostia 1º aprile 2012, ore 20:30 CEST | Marines Lazio II | 6 – 42 (18-0 0-6 16-0 8-0) referto | Black Hammers Ostia | Stadio Giannattasio, via Mar Arabico (100 spett.) |

#### 8ª giornata
| Ravenna 7 aprile 2012, ore 20:00 CEST | Chiefs Ravenna | 20 – 22 (6-8 8-7 6-0 0-7) referto | Knights Persiceto | C.S. Comunale, via Del Marchesato 1-4 (350 spett.)\| Arbitro: \| Sabbatinelli \| |
| Arbitro:                              | Sabbatinelli   |                                   |                   |                                                                                  |

#### 9ª giornata
| Catania 14 aprile 2012, ore 13:00 CEST | Elephants Catania II | 42 – 0 (0-0 0-0 0-0 0-0) referto | Sauk Wolves Cosenza | CUS Catania, via Santa Sofia |

| Salerno 14 aprile 2012, ore 15:00 CEST | Eagles Salerno | 46 – 6 (16-0 6-0 16-0 8-6) referto | Crabs Pescara | Stadio Donato Vestuti, p.zza Casalbore (20 spett.) |

| Palermo 14 aprile 2012, ore 19:30 CEST | Cardinals Palermo | 63 – 6 (24-0 21-0 12-6 6-0) referto | Caribdes Messina | Diamante Fondo Patti, via dell'Olimpo 474 (50 spett.)\| Arbitro: \| Scrignani L. \| |
| Arbitro:                               | Scrignani L.      |                                     |                  |                                                                                     |

| Ravenna 14 aprile 2012, ore 20:00 CEST | Chiefs Ravenna | 17 – 0 (7-0 0-0 10-0 0-0) referto | Jokers Pesaro | C.S. Comunale, via Del Marchesato 1-4 (100 spett.)\| Arbitro: \| Mintinovic \| |
| Arbitro:                               | Mintinovic     |                                   |               |                                                                                |

| Terni 14 aprile 2012, ore 21:00 CEST | Steelers Terni | 31 – 12 (0-0 0-0 0-0 0-0) referto | Marines Lazio II | C.S. parrocchiale Sant'Antonio, viale E. Proietti Divi |

| Napoli 15 aprile 2012, ore 13:30 CEST | 82'ers Napoli | 50 – 12 (0-0 0-0 0-0 0-0) referto | Goblins Lanciano | Stadio Arturo Collana, via Giuseppe Ribera |

| Bologna 15 aprile 2012, ore 14:00 CEST | Neptunes CUS Bologna | 14 – 6 (0-0 6-0 8-0 0-6) referto | Knights Persiceto | C.S. Dozza, via Romita 2 (50 spett.) |

| Molteno 15 aprile 2012, ore 14:00 CEST | Commandos Brianza | 12 – 26 (0-0 0-0 0-0 0-0) [http://www.fidaf.org/Public/statistiche/F12/F1201729.htm referto] | Skorpions Varese | C.S. Comunale, via A. Consolini |

| Castelfranco Veneto 15 aprile 2012, ore 15:00 CEST | Cavaliers Castelfranco Veneto | 51 – 6 (20-0 15-6 16-0 0-0) referto | Demoni Martesana | C.S., via Redipuglia (40 spett.) |

| Bari 15 aprile 2012, ore 15:30 CEST | Patriots Bari | 42 – 7 (14-0 14-0 14-0 0-7) referto | Green Hawks Barletta | C.S. Mirko Variato, via Giustina Rocca (100 spett.)\| Arbitro: \| Catalfamo \| |
| Arbitro:                            | Catalfamo     |                                     |                      |                                                                                |

| Monteroni di Lecce 15 aprile 2012, ore 16:00 CEST | Dragons Salento | 44 – 42 (6-22 6-0 20-8 12-12) referto | Achei Crotone | C.S. Comunale, via del Campo Sportivo\| Arbitro: \| Di Bari \| |
| Arbitro:                                          | Di Bari         |                                       |               |                                                                |

| Creazzo 15 aprile 2012, ore 16:00 CEST | Hurricanes Vicenza | 20 – 8 (0-8 0-0 0-0 20-0) referto | Redskins Verona | C.S. Comunale, v.le Torino (350 spett.) |

#### 10ª giornata
| Cosenza 21 aprile 2012, ore 14:00 CEST | Sauk Wolves Cosenza | 16 – 36 (0-14 0-6 8-8 8-8) referto | Elephants Catania II | (100 spett.) |

| Ostia 22 aprile 2012, ore 15:00 CEST | Black Hammers Ostia | 6 – 20 (0-0 0-0 0-0 0-0) referto | Steelers Terni | Stadio P. Giannattasio, via Mar Arabico |

| Cirié 22 aprile 2012, ore 15:00 CEST | Blitz Ciriè | 6 – 9 3OT (d.t.s.) (6-0 0-6 0-0 0-0 0-3 3OT) referto | Mastiffs Ivrea | C.S. Comunale, via Biaune (300 spett.)\| Arbitro: \| Bernardi M. \| |
| Arbitro:                             | Bernardi M. |                                                      |                |                                                                     |

| Castellanza 21 aprile 2012, ore 15:30 CEST | Blue Storms Gorla Minore | 42 – 0 (14-0 14-0 7-0 7-0) referto | Hammers Lario | C.S. Comunale, via V. Bellini 11 (150 spett.)\| Arbitro: \| Toscano \| |
| Arbitro:                                   | Toscano                  |                                    |               |                                                                        |

| Crotone 22 aprile 2012, ore 16:00 CEST | Achei Crotone | 54 – 0 (24-0 16-0 8-0 6-0) referto | Green Hawks Barletta | C.S settore B, via G. da Fiore (50 spett.) |

#### 11ª giornata
| Creazzo 28 aprile 2012, ore 17:00 CEST | Hurricanes Vicenza | 32 – 6 | Demoni Martesana | C.S. Comunale, v.le Torino |

| Pescara 28 aprile 2012, ore 20:00 CEST | Crabs Pescara | 8 – 6 (0-0 0-0 0-0 0-0) | Goblins Lanciano | C.S. Zanni, Via Nazionale Adriatica Nord 390 |

| Grosseto 28 aprile 2012, ore 21:00 CEST | Condor Grosseto | 28 – 22 | Storms CUS Pisa | C.S. Bruno Passalacqua, via Australia 15 |

| Santa Margherita Marina 29 aprile 2012, ore 12:30 CEST | Caribdes Messina | 8 – 20 | Elephants Catania II | C.S. Messina Sud, Via Nazionale |

| Sant'Agata Bolognese 29 aprile 2012, ore 14:00 CEST | Knights Persiceto | 21 – 14 | Chiefs Ravenna | C.S., Via 21 aprile 1945 13 |

| Pesaro 29 aprile 2012, ore 14:30 CEST | Jokers Pesaro | 2 – 51 | Neptunes CUS Bologna | Campo Scuola, via Respighi |

| Napoli 29 aprile 2012, ore 14:30 CEST | 82'ers Napoli | 0 – 38 | Eagles Salerno | Stadio Arturo Collana, via Giuseppe Ribera |

| Cavallermaggiore 29 aprile 2012, ore 14:30 CEST | Bills Cavallermaggiore | 75 – 6 | Pirates Savona | C.S., Via Fiume |

| Cosenza 29 aprile 2012, ore 15:00 CEST | Sauk Wolves Cosenza | 0 – 89 | Cardinals Palermo | Stadio Macrì, Via degli Stadi Traversa Stadi |

| Barletta 29 aprile 2012, ore 15:30 CEST | Green Hawks Barletta | 7 – 28 | Dragons Salento | C.S. Lello Simeone, via Libertà |

| Crotone 29 aprile 2012, ore 16:00 CEST | Achei Crotone | 20 – 26 | Patriots Bari | C.S settore B, via G. da Fiore |

| Castelfranco Veneto 29 aprile 2012, ore 16:00 CEST | Cavaliers Castelfranco Veneto | 22 – 2 | Redskins Verona | C.S., via Redipuglia |

| Ostia 29 aprile 2012, ore 20:00 CEST | Marines Lazio II | 0 – 36 | Steelers Terni | Stadio Giannattasio, via Mar Arabico |

#### 12ª giornata
| San Giovanni Lupatoto 5 maggio 2012, ore 17:00 CEST | Redskins Verona | 20 – 14 | Demoni Martesana | C.S. Nino Mozzo |

| Pescara 5 maggio 2012, ore 19:00 CEST | Crabs Pescara | 28 – 15 (0-0 0-0 0-0 0-0) | Eagles Salerno | C.S. Zanni, Via Nazionale Adriatica Nord 390 |

| Legino 5 maggio 2012, ore 21:00 CEST | Pirates Savona | 22 – 6 | Commandos Brianza | C.S. Comunale Ruffinengo |

| Cavallermaggiore 5 maggio 2012, ore 21:00 CEST | Bills Cavallermaggiore | 34 – 0 | Blue Storms Gorla Minore | C.S. Comunale, via Fiume |

| Sant'Agata Bolognese 5 maggio 2012, ore 21:00 CEST | Knights Persiceto | 8 – 34 | Neptunes CUS Bologna | C.S., Via 21 aprile 1945 13 |

| La Spezia 5 maggio 2012, ore 21:00 CEST | Wolfpack La Spezia | 0 – 26 | Condor Grosseto | C.S. Comunale D. Pieroni, via della Pieve 41 |

| Chiavari 5 maggio 2012, ore 21:00 CEST | Predatori Golfo del Tigullio | 12 – 19 | Storms CUS Pisa | C.S. Daneri, via Parma |

| Pavone Canavese 6 maggio 2012, ore 14:00 CEST | Mastiffs Ivrea | 39 – 0 | 65ers Arona | C.S. Comunale, via Circonvallazione |

| San Michele di Alessandria 6 maggio 2012, ore 15:00 CEST | Centurions Alessandria | 22 – 16 | Hammers Lario | C.S. Comunale, via Vescovana 10 |

| Cirié 6 maggio 2012, ore 15:00 CEST | Blitz Ciriè | 0 – 14 | Skorpions Varese | C.S. Comunale, via Biaune |

| Roma 6 maggio 2012, ore 16:00 CEST | Gladiatori Roma | 0 – 6 | Black Hammers Ostia | C.S. Fulvio Bernardini, via dell'Acqua Marcia 51 |

#### 13ª giornata
| Arona 12 maggio 2012, ore 17:00 CEST | 65ers Arona | 8 – 74 | Bills Cavallermaggiore | C.S. Comunale, via Montenero |

| Santa Margherita Marina 12 maggio 2012, ore 19:00 CEST | Caribdes Messina | 48 – 6 (0-0 0-0 0-0 0-0) | Sauk Wolves Cosenza | C.S. Messina Sud, Via Nazionale |

| Bologna 12 maggio 2012, ore 21:00 CEST | Neptunes CUS Bologna | 20 – 7 | Chiefs Ravenna | C.S. Dozza, via Romita 2 |

| Bregnano 12 maggio 2012, ore 21:00 CEST | Hammers Lario | 14 – 27 | Mastiffs Ivrea | C.S. Comunale, via A. Grandi |

| Castellanza 12 maggio 2012, ore 21:00 CEST | Blue Storms Gorla Minore | 6 – 8 | Pirates Savona | C.S. Comunale, via Bellini 11 |

| Catania 12 maggio 2012, ore 13:00 CEST | Elephants Catania II | 6 – 34 | Cardinals Palermo | CUS Catania, via Santa Sofia |

| Castelfranco Veneto 5 maggio 2012, ore 21:00 CEST | Cavaliers Castelfranco Veneto | 21 – 12 | Hurricanes Vicenza | Stadio Giorgione, Via G. Rizzetti |

| Vedano Olona 13 maggio 2012, ore 15:00 CEST | Skorpions Varese | 30 – 6 | Centurions Alessandria | C.S. Comunale, via Volta |

| Molteno 13 maggio 2012, ore 15:30 CEST | Commandos Brianza | 20 – 6 | Blitz Ciriè | C.S. Comunale, via A. Consolini |

| Pesaro 13 maggio 2012, ore 16:00 CEST | Jokers Pesaro | 0 – 36 | Knights Persiceto | Campo Scuola, via Respighi |

| Roma 13 maggio 2012, ore 16:00 CEST | Gladiatori Roma | 35 – 20 | Marines Lazio II | C.S. Fulvio Bernardini, via dell'Acqua Marcia 51 |

#### 14ª giornata
| La Spezia 19 maggio 2012, ore 21:00 CEST | Wolfpack La Spezia | 15 – 22 | Predatori Golfo del Tigullio | C.S. Comunale D. Pieroni, via della Pieve 41 |

### Classifiche
- PCT = percentuale di vittorie, G = partite giocate, V = partite vinte, N = partite pareggiate, P = partite perse, PF = punti fatti, PS = punti subiti
- La qualificazione ai play-off è indicata in verde

#### Girone A
| Pos. | Squadra              | PCT   | G | V | P | PF  | PS  |
| ---- | -------------------- | ----- | - | - | - | --- | --- |
| 1    | Cardinals Palermo    | 1.000 | 6 | 6 | 0 | 368 | 12  |
| 2    | Elephants Catania II | .500  | 6 | 3 | 3 | 140 | 169 |
| 3    | Caribdes Messina     | .500  | 6 | 3 | 3 | 167 | 164 |
| 4    | Sauk Wolves Cosenza  | .000  | 6 | 0 | 6 | 28  | 356 |

#### Girone B
| Pos. | Squadra              | PCT  | G | V | P | PF  | PS  |
| ---- | -------------------- | ---- | - | - | - | --- | --- |
| 1    | Patriots Bari        | .833 | 6 | 5 | 1 | 152 | 72  |
| 2    | Achei Crotone        | .667 | 6 | 4 | 2 | 204 | 108 |
| 3    | Dragons Salento      | .500 | 6 | 3 | 3 | 174 | 154 |
| 4    | Green Hawks Barletta | .000 | 6 | 0 | 6 | 40  | 236 |

#### Girone C
| Pos. | Squadra          | PCT  | G | V | P | PF  | PS  |
| ---- | ---------------- | ---- | - | - | - | --- | --- |
| 1    | Eagles Salerno   | .833 | 6 | 5 | 1 | 217 | 48  |
| 2    | Crabs Pescara    | .833 | 6 | 5 | 1 | 158 | 90  |
| 3    | 82'ers Napoli    | .333 | 6 | 2 | 4 | 105 | 166 |
| 4    | Goblins Lanciano | .000 | 6 | 0 | 6 | 61  | 237 |

#### Girone D
| Pos. | Squadra              | PCT   | G | V | P | PF  | PS  |
| ---- | -------------------- | ----- | - | - | - | --- | --- |
| 1    | Neptunes CUS Bologna | 1.000 | 6 | 6 | 0 | 201 | 29  |
| 2    | Knights Persiceto    | .667  | 6 | 4 | 2 | 101 | 82  |
| 3    | Chiefs Ravenna       | .333  | 6 | 2 | 4 | 98  | 97  |
| 4    | Jokers Pesaro        | .000  | 6 | 0 | 6 | 2   | 194 |

#### Girone E
| Pos. | Squadra             | PCT  | G | V | P | PF  | PS  |
| ---- | ------------------- | ---- | - | - | - | --- | --- |
| 1    | Steelers Terni      | .833 | 6 | 5 | 1 | 129 | 44  |
| 2    | Black Hammers Ostia | .667 | 6 | 4 | 2 | 122 | 63  |
| 3    | Gladiatori Roma     | .500 | 6 | 3 | 3 | 86  | 68  |
| 4    | Marines Lazio II    | .000 | 6 | 0 | 6 | 46  | 208 |

#### Girone F
| Pos. | Squadra                      | PCT  | G | V | P | PF  | PS  |
| ---- | ---------------------------- | ---- | - | - | - | --- | --- |
| 1    | Predatori Golfo del Tigullio | .667 | 6 | 4 | 2 | 140 | 143 |
| 2    | Condor Grosseto              | .667 | 6 | 4 | 2 | 167 | 127 |
| 3    | Storms CUS Pisa              | .500 | 6 | 3 | 3 | 108 | 97  |
| 4    | Wolfpack La Spezia           | .167 | 6 | 1 | 5 | 68  | 116 |

#### Girone G
| Pos. | Squadra                       | PCT  | G | V | P | PF  | PS  |
| ---- | ----------------------------- | ---- | - | - | - | --- | --- |
| 1    | Cavaliers Castelfranco Veneto | .833 | 6 | 5 | 1 | 172 | 64  |
| 2    | Hurricanes Vicenza            | .667 | 6 | 4 | 2 | 130 | 61  |
| 3    | Redskins Verona               | .500 | 6 | 3 | 3 | 106 | 99  |
| 4    | Demoni Martesana              | .000 | 6 | 0 | 6 | 32  | 213 |

#### Girone H
| Pos. | Squadra                  | PCT   | G | V | P | PF  | PS  |
| ---- | ------------------------ | ----- | - | - | - | --- | --- |
| 1    | Skorpions Varese         | 1.000 | 6 | 6 | 0 | 130 | 18  |
| 2    | Blue Storms Gorla Minore | .500  | 6 | 3 | 3 | 135 | 48  |
| 3    | Hammers Lario            | .333  | 6 | 2 | 4 | 86  | 141 |
| 4    | Commandos Brianza        | .333  | 6 | 2 | 4 | 106 | 127 |
| 5    | 65ers Arona              | .000  | 6 | 0 | 6 | 40  | 287 |

#### Girone I
| Pos. | Squadra                | PCT   | G | V | P | PF  | PS  |
| ---- | ---------------------- | ----- | - | - | - | --- | --- |
| 1    | Bills Cavallermaggiore | 1.000 | 6 | 6 | 0 | 334 | 14  |
| 2    | Pirates Savona         | .667  | 6 | 4 | 2 | 82  | 115 |
| 3    | Centurions Alessandria | .500  | 6 | 3 | 3 | 78  | 157 |
| 4    | Mastiffs Ivrea         | .500  | 6 | 3 | 3 | 85  | 94  |
| 5    | Blitz Ciriè            | .167  | 6 | 1 | 5 | 61  | 186 |

#### Ranking generale
| Pos. | Squadra                       | PCT   | Diff. incontri | Diff. girone | Conference | Bye |
| ---- | ----------------------------- | ----- | -------------- | ------------ | ---------- | --- |
| 1    | Bills Cavallermaggiore        | 1.000 | 353-96 (+257)  | 14,20        | Nord       | x   |
| 2    | Skorpions Varese              | 1.000 | 334-108 (+226) | 20,60        | Nord       | x   |
| 3    | Cardinals Palermo             | 1.000 | 251-72 (+179)  | 18,75        | Sud        | x   |
| 4    | Neptunes CUS Bologna          | 1.000 | 130-34 (+104)  | 14,50        | Nord       | x   |
| 5    | Eagles Salerno                | .833  | 234-85 (+149)  | 8,50         | Sud        | x   |
| 6    | Patriots Bari                 | .833  | 246-100 (+146) | 15,00        | Sud        | x   |
| 7    | Cavaliers Castelfranco Veneto | .833  | 200-69 (+131)  | 19,00        | Nord       | x   |
| 8    | Steelers Terni                | .833  | 179-58 (+121)  | 22,50        | Sud        | x   |
| 9    | Predatori Golfo del Tigullio  | .667  | 107-64 (+43)   | 18,00        | Nord       | -   |
| 10   | Crabs Pescara                 | .833  | 284-63 (+221)  | 8,50         | Sud        | -   |

#### Tiebreakers
- Gli Elephants Catania II ottengono il secondo posto nel girone A ai danni dei Caribdes Messina grazie ai risultati degli scontri diretti.
- Gli Eagles Salerno ottengono il primo posto nel girone C ai danni dei Crabs Pescara grazie ai risultati degli scontri diretti; questi ultimi risultano quindi miglior seconda del campionato, ottenendo la qualificazione ai playoff come testa di serie assoluta numero 10, superati dai Predatori Golfo del Tigullio nonostante la minor percentuale di vittorie di questi.
- I Predatori Golfo del Tigullio ottengono il primo posto nel girone F ai danni dei Condor Grosseto grazie ai risultati degli scontri diretti; ottengono così la qualificazione ai playoff come testa di serie assoluta numero 9, ai danni dei Crabs Pescara che pure hanno una percentuale di vittorie superiore. Questa situazione, unita alla composizione delle conference ai fini della disputa dei playoff, fa sì che i Crabs perdano anche il diritto alla bye week a favore degli Steelers Terni, pur avendo un indice di difficoltà degli incontri vinti superiore.
- Gli Hammers Lario ottengono il terzo posto nel girone H ai danni dei Commandos Brianza grazie al risultato dello scontro diretto.
- I Centurions Alessandria ottengono il terzo posto nel girone I e la qualificazione ai playoff ai danni dei Mastiffs Ivrea grazie al risultato dello scontro diretto.
- La classifica generale fra Bills Cavallermaggiore, Skorpions Varese, Cardinals Palermo e Neptunes CUS Bologna, che hanno vinto i rispettivi gironi vincendo tutte le partite, è definita dalla difficoltà degli incontri vinti.
- La classifica generale fra Eagles Salerno, Patriots Bari, Cavaliers Castelfranco Veneto e Steelers Terni, che hanno vinto i rispettivi gironi perdendo una sola partita, è definita dalla difficoltà degli incontri vinti.

## Playoff

### Tabellone
|  | Wild Card                    | Wild Card                     |    |                        | Quarti di conference          | Quarti di conference |                   |                        | Semifinali di conference | Semifinali di conference |                        |    | Finali di conference | Finali di conference |  |  | XIII Nine Bowl | XIII Nine Bowl |  |  |  |  |  |
|  |                              |                               |    |                        |                               |                      |                   |                        |                          |                          |                        |    |                      |                      |  |  |                |                |  |  |  |  |  |
|  | Knights Persiceto            | 24                            |    |                        | Bills Cavallermaggiore        | 27                   |                   |                        |                          |                          |                        |    |                      |                      |  |  |                |                |  |  |  |  |  |
|  | Blue Storms Gorla Minore     | 8                             |    |                        | Knights Persiceto             | 14                   |                   |                        |                          |                          |                        |    |                      |                      |  |  |                |                |  |  |  |  |  |
|  | Blue Storms Gorla Minore     | 8                             |    | Bills Cavallermaggiore | Knights Persiceto             | 14                   | 38                |                        |                          |                          |                        |    |                      |                      |  |  |                |                |  |  |  |  |  |
|  |                              |                               |    |                        |                               |                      | 38                |                        |                          |                          |                        |    |                      |                      |  |  |                |                |  |  |  |  |  |
|  |                              | Cavaliers Castelfranco Veneto | 12 |                        |                               |                      |                   |                        |                          |                          |                        |    |                      |                      |  |  |                |                |  |  |  |  |  |
|  | Predatori Golfo del Tigullio | Cavaliers Castelfranco Veneto | 12 | 14                     | Cavaliers Castelfranco Veneto | 38                   |                   |                        |                          |                          |                        |    |                      |                      |  |  |                |                |  |  |  |  |  |
|  | Predatori Golfo del Tigullio |                               |    | 14                     | Cavaliers Castelfranco Veneto | 38                   |                   |                        |                          |                          |                        |    |                      |                      |  |  |                |                |  |  |  |  |  |
|  | Redskins Verona              | 27                            |    |                        | Redskins Verona               | 23                   |                   |                        |                          |                          |                        |    |                      |                      |  |  |                |                |  |  |  |  |  |
|  | Redskins Verona              | 27                            |    |                        |                               | 23                   |                   | Bills Cavallermaggiore | 42                       |                          |                        |    |                      |                      |  |  |                |                |  |  |  |  |  |
|  |                              |                               |    |                        |                               |                      |                   |                        |                          |                          |                        |    |                      |                      |  |  |                |                |  |  |  |  |  |
|  |                              | Skorpions Varese              | 12 |                        |                               |                      |                   |                        |                          |                          |                        |    |                      |                      |  |  |                |                |  |  |  |  |  |
|  | Hurricanes Vicenza           | Skorpions Varese              | 12 | 28                     |                               |                      | Neptunes Bologna  | 45                     |                          |                          |                        |    |                      |                      |  |  |                |                |  |  |  |  |  |
|  | Hurricanes Vicenza           |                               |    | 28                     |                               |                      | Neptunes Bologna  | 45                     |                          |                          |                        |    |                      |                      |  |  |                |                |  |  |  |  |  |
|  | Centurions Alessandria       | 8                             |    |                        | Hurricanes Vicenza            | 8                    |                   |                        |                          |                          |                        |    |                      |                      |  |  |                |                |  |  |  |  |  |
|  | Centurions Alessandria       | 8                             |    | Neptunes Bologna       | Hurricanes Vicenza            | 8                    | 27                |                        |                          |                          |                        |    |                      |                      |  |  |                |                |  |  |  |  |  |
|  |                              |                               |    |                        |                               |                      | 27                |                        |                          |                          |                        |    |                      |                      |  |  |                |                |  |  |  |  |  |
|  |                              | Skorpions Varese              | 41 |                        |                               |                      |                   |                        |                          |                          |                        |    |                      |                      |  |  |                |                |  |  |  |  |  |
|  | Pirates Savona               | Skorpions Varese              | 41 | 20                     | Skorpions Varese              | 30                   |                   |                        |                          |                          |                        |    |                      |                      |  |  |                |                |  |  |  |  |  |
|  | Pirates Savona               |                               |    | 20                     | Skorpions Varese              | 30                   |                   |                        |                          |                          |                        |    |                      |                      |  |  |                |                |  |  |  |  |  |
|  | Storms CUS Pisa              | 21                            |    |                        | Storms CUS Pisa               | 14                   |                   |                        |                          |                          |                        |    |                      |                      |  |  |                |                |  |  |  |  |  |
|  | Storms CUS Pisa              | 21                            |    |                        |                               |                      |                   |                        |                          |                          | Bills Cavallermaggiore | 19 |                      |                      |  |  |                |                |  |  |  |  |  |
|  |                              |                               |    |                        |                               |                      |                   |                        |                          |                          |                        |    |                      |                      |  |  |                |                |  |  |  |  |  |
|  |                              | Cardinals Palermo             | 33 |                        |                               |                      |                   |                        |                          |                          |                        |    |                      |                      |  |  |                |                |  |  |  |  |  |
|  | Black Hammers Ostia          | Cardinals Palermo             | 33 | 38                     |                               |                      | Cardinals Palermo | 40                     |                          |                          |                        |    |                      |                      |  |  |                |                |  |  |  |  |  |
|  | Black Hammers Ostia          |                               |    | 38                     |                               |                      | Cardinals Palermo | 40                     |                          |                          |                        |    |                      |                      |  |  |                |                |  |  |  |  |  |
|  | Elephants Catania Arena      | 0                             |    |                        | Black Hammers Ostia           | 6                    |                   |                        |                          |                          |                        |    |                      |                      |  |  |                |                |  |  |  |  |  |
|  | Elephants Catania Arena      | 0                             |    | Cardinals Palermo      | Black Hammers Ostia           | 6                    | 34                |                        |                          |                          |                        |    |                      |                      |  |  |                |                |  |  |  |  |  |
|  |                              |                               |    |                        |                               |                      | 34                |                        |                          |                          |                        |    |                      |                      |  |  |                |                |  |  |  |  |  |
|  |                              | Eagles Salerno                | 16 |                        |                               |                      |                   |                        |                          |                          |                        |    |                      |                      |  |  |                |                |  |  |  |  |  |
|  | Crabs Pescara                | Eagles Salerno                | 16 | 39                     | Eagles Salerno                | 18                   |                   |                        |                          |                          |                        |    |                      |                      |  |  |                |                |  |  |  |  |  |
|  | Crabs Pescara                |                               |    | 39                     | Eagles Salerno                | 18                   |                   |                        |                          |                          |                        |    |                      |                      |  |  |                |                |  |  |  |  |  |
|  | Caribdes Messina             | 12                            |    |                        | Crabs Pescara                 | 7                    |                   |                        |                          |                          |                        |    |                      |                      |  |  |                |                |  |  |  |  |  |
|  | Caribdes Messina             | 12                            |    |                        |                               | 7                    |                   | Cardinals Palermo      | 53                       |                          |                        |    |                      |                      |  |  |                |                |  |  |  |  |  |
|  |                              |                               |    |                        |                               |                      |                   |                        |                          |                          |                        |    |                      |                      |  |  |                |                |  |  |  |  |  |
|  |                              | Patriots Bari                 | 16 |                        |                               |                      |                   |                        |                          |                          |                        |    |                      |                      |  |  |                |                |  |  |  |  |  |
|  | Condor Grosseto              | Patriots Bari                 | 16 | 28                     |                               |                      | Steelers Terni    | 24                     |                          |                          |                        |    |                      |                      |  |  |                |                |  |  |  |  |  |
|  | Condor Grosseto              |                               |    | 28                     |                               |                      | Steelers Terni    | 24                     |                          |                          |                        |    |                      |                      |  |  |                |                |  |  |  |  |  |
|  | Gladiatori Roma              | 7                             |    |                        | Condor Grosseto               | 21                   |                   |                        |                          |                          |                        |    |                      |                      |  |  |                |                |  |  |  |  |  |
|  | Gladiatori Roma              | 7                             |    | Steelers Terni         | Condor Grosseto               | 21                   | 33                |                        |                          |                          |                        |    |                      |                      |  |  |                |                |  |  |  |  |  |
|  |                              |                               |    |                        |                               |                      | 33                |                        |                          |                          |                        |    |                      |                      |  |  |                |                |  |  |  |  |  |
|  |                              | Patriots Bari                 | 46 |                        |                               |                      |                   |                        |                          |                          |                        |    |                      |                      |  |  |                |                |  |  |  |  |  |
|  | Achei Crotone                | Patriots Bari                 | 46 | 21                     | Patriots Bari                 | 60                   |                   |                        |                          |                          |                        |    |                      |                      |  |  |                |                |  |  |  |  |  |
|  | Achei Crotone                |                               |    | 21                     | Patriots Bari                 | 60                   |                   |                        |                          |                          |                        |    |                      |                      |  |  |                |                |  |  |  |  |  |
|  | Dragons Salento              | 7                             |    |                        | Achei Crotone                 | 34                   |                   |                        |                          |                          |                        |    |                      |                      |  |  |                |                |  |  |  |  |  |

## XIII Ninebowl
Il XIII Ninebowl si è disputato il 30 giugno 2012 allo Stadio Primo Nebiolo di Torino. L'incontro è stato vinto dai Cardinals Palermo sui Bills Cavallermaggiore con il risultato di 33 a 19.

## Verdetti
- Cardinals Palermo vincitori del Ninebowl.